# 시마노시타역

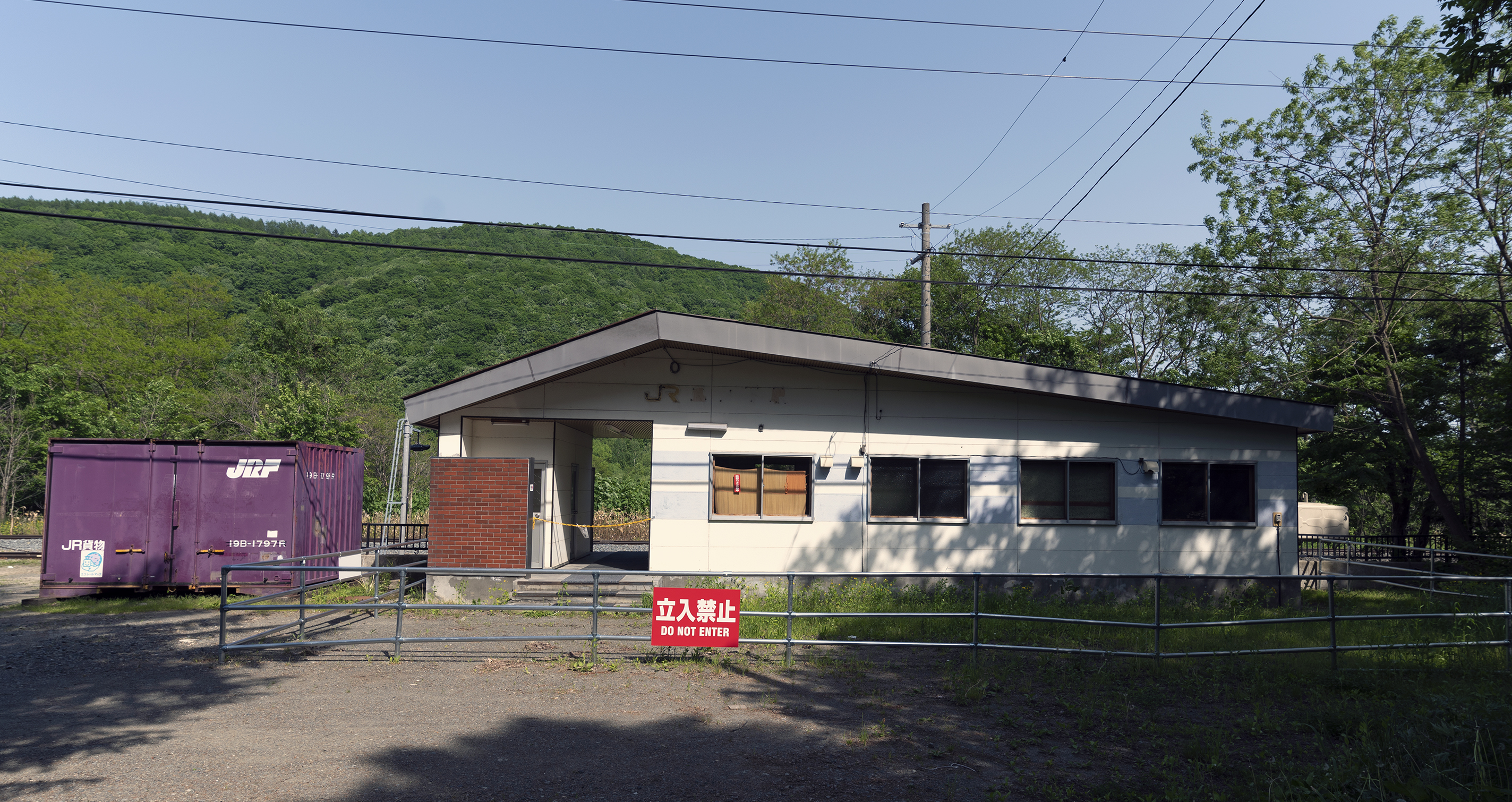

시마노시타역(일본어: 島ノ下駅)은 일본 홋카이도 후라노시에 있는 홋카이도 여객철도 네무로 본선의 역이었다. 역 번호는 T29이며, 단선 승강장 2면 2선의 구조를 지닌 지상역이다.

## 역 주변
- 국도 제38호선
- 시마노시타 온천 하이랜드 후라노

## 역사
- 1913년 11월 10일 : 국철의 역으로서 개업.
- 1961년 9월 20일 : 화물 취급을 폐지.
- 1982년 5월 30일 : 소화물 취급 폐지와 동시에 무인화.
- 1987년 4월 1일 : 민영화에 의해, 홋카이도 여객철도로 이관.
- 2017년 3월 4일: 역 업무를 폐지.

## 인접 정차역
| 홋카이도 여객철도 네무로 본선 | 홋카이도 여객철도 네무로 본선 | 홋카이도 여객철도 네무로 본선 |
| ----------------------------- | ----------------------------- | ----------------------------- |
| T28 노카난 다키카와 방면      | 네무로 본선                   | 후라노 T30 신토쿠 방면        |